# 27810 Daveturner
27810 Daveturner este o planetă minoră (asteroid) din centura de asteroizi. A fost descoperită pe 23 iulie 1993 la Observatorul Palomar de Carolyn S. Shoemaker și a fost numită după David G. Turner⁠(d). 
Obiectul prezintă o orbită caracterizată de o semiaxă mare de 1,934128 UAi, o excentricitate de 0,05, o înclinație de 18,40319 ° în raport cu ecliptica.